# چونگزوو
چونگزوو (به ژوانگ: Cungzcoj Si)(به چینی: 崇左市، به پین‌یین: Chóngzuǒ Shì) یک شهر در سطح ولایت در جمهوری خلق چین است که در منطقه خودمختار گوانگشی ژوانگ واقع شده‌است.

## خصوصیات
شهر در سطح ولایت چونگزوو ۱۷٬۳۴۵ کیلومترمربع مساحت و ۲٬۳۴۷٬۷۰۰ نفر جمعیت دارد.
۸۸٪ جمعیت شهر مردم ژوانگ و ۱۲٪ آن را مردم هان تشکیل می‌دهند.

## خواهرخوانده
شهر بیاویستوک خواهرخواندهٔ چانگژاو هست.